# روهرباخ این اوبراوشتریخ
روهرباخ این اوبراوشتریخ (به آلمانی: Rohrbach in Oberösterreich) یک شهر در اتریش است که در ناحیه رورباخ واقع شده‌است. روهرباخ این اوبراوشتریخ ۲٬۳۵۶ نفر جمعیت دارد.